# Funk Masters
Funk Masters est un groupe britannique de reggae - funk.
Son single It's Over a atteint la huitième place du UK Singles Chart en 1983. Le groupe a été formé par DJ Tony Williams (qui était un présentateur de reggae sur BBC Radio London (en)) en 1979 et est son tout premier projet,.

## Histoire
Le premier single du groupe est un instrumental intitulé Love Money, sorti en 1980, en face B de (Money) No Love crédité à Bo Kool, qui est considéré comme l'une des premières chansons de rap britannique, si ce n'est la première. Les deux chansons sont écrites, arrangées et produites par Williams. Williams travaillait alors dans un club de Carnaby Street, à Londres, et chantait avec son ami Bo Kool sur Rapper's Delight du Sugarhill Gang, qui venait de sortir. Il a suggéré d'aller dans un studio et de l'enregistrer. Money In My Pocket de Dennis Brown était populaire à l'époque et Kool a décidé d'écrire des paroles basées sur elle. Le morceau a ensuite été enregistré au Hillside Studio à Londres. La chanson a également eu un certain succès sur la scène dance américaine.
Le seul succès du groupe dans les charts est la chanson plus soul It's Over, sortie en juin 1983. Les voix ne sont pas créditées et sont de Juliet Roberts (qui se produisait alors sous le nom de Julie Roberts) et la chanson comprend également des cuivres du groupe Gonzalez.

## Discographie

### Singles
| 1980 | (Money) No Love (avec Bo Kool)                | Love Money                                    | — |
| 1981 | You Can't Make Me Cry (Anymore)               | Cry                                           | — |
| 1982 | Space Invaders (avec Bo Kool)                 | Invaders                                      | — |
| 1982 | Bad Boys (avec Bo Kool)                       | Bad Boys (Instrumental)                       | — |
| 1983 | Caveman Rock (avec Junior Gee)                | Scratch the Rock                              | — |
| 1983 | It's Over                                     | Over (Instrumental)                           | 8 |
| 1983 | Merry Christmas/Happy New Year (avec Bo Kool) | Instrumental / The Scratch                    | — |
| 1984 | Have You Got the Time                         | Have You Got the Time (Disco Mix)             | — |
| 1986 | Love Money ('86)                              | Fort Knox                                     | — |
| 1986 | The Truth (Rap) (avec Junior Gee)             | The Truth (Instrumental)                      | — |
| 1988 | Shake Your Body Down / Rap Your Body Down     | Instrumental Shake Down / "Mix Your Body Down | — |
| .    |                                               |                                               |   |